# 14-я улица / Восьмая авеню (Нью-Йоркское метро)
14-я улица / Восьмая авеню (англ. 14th Street — Eighth Avenue) — пересадочный узел Нью-Йоркского метро. Узел находится в Манхэттене, на границе районов Челси и Гринвич-Виллидж, на пересечении 8-й авеню с 14-й улицей.
В начале 2000-х пересадочный узел был полностью реконструирован — с тех пор имеются лифты для пассажиров с ограниченными возможностями. Выходы со станций ведут к перекрёсткам 14-й, 15-й и 16-й улиц с 8-й авеню.
В пересадочный узел входят станции следующих линий:
- линия Восьмой авеню, Ай-эн-ди,
- линия Канарси, Би-эм-ти.

На станциях пересадочного узла останавливаются маршруты:
- A, E, L (круглосуточно),
- C (круглосуточно, кроме ночи).

В 2001 году по всему пересадочному узлу были установлены скульптуры, составляющие композицию Тома Оттернесса «Жизнь под землёй».

## Платформы линии Восьмой авеню, Ай-эн-ди
|     |   |   |     |     |   |   |     |
| · л | · | · | · э | · э | · | · | · л |

|     |   |   |     |     |   |   |     |
| · л | · | · | · э | · э | · | · | · л |

«14-я улица» (англ. 14th Street) — станция Нью-Йоркского метрополитена, расположенная на линии Восьмой авеню, Ай-эн-ди.  На станции останавливаются маршруты: A (круглосуточно), C (круглосуточно, кроме ночи) и E (круглосуточно). Экспресс-пути используются маршрутом A (круглосуточно, кроме ночи). Локальные пути используются маршрутами: A (ночью), C (круглосуточно, кроме ночи) и E (круглосуточно). Это самая южная станция, расположенная под 8-й авеню, к югу линия изгибается на восток, следуя через Гринвич-авеню к 6-й авеню.
Станция представлена двумя островными платформами, расположена на четырёхпутном участке линии.
Станция окрашена в жёлтых тонах, название станции представлено в виде мозаики на стенах, а также в виде белой надписи на чёрных табличках на колоннах. Имеется множество лестниц, которые ведут как на соседнюю станцию, так и непосредственно в город. На BMT Canarsie Line проход к 14-й улице находится с южного конца платформ. На 15-ю и 16-ю улицы выход находится в середине и в конце каждой из платформ соответственно.

## Платформа линии Канарси, Би-эм-ти
|  |
|  |
|  |
|  |

|  |
|  |
|  |
|  |

«Восьмая авеню» (англ. Eighth Avenue) — станция Нью-Йоркского метрополитена, расположенная на линии Канарси, Би-эм-ти.  На станции останавливается маршрут L (круглосуточно). Станция является северной конечной для него. Оба пути заканчиваются тупиками: поезд приходит на любой из путей и отправляется обратно.
Станция открылась 30 мая 1931 года как продолжение линии на запад. Это самая молодая станция на линии. До открытия этой станции поезда заканчивали свой маршрут на соседней — Sixth Avenue.
Станция представлена двумя путями и единственной островной платформой. Для смены направления движения поезда перед станцией (с востока) расположен перекрёстный съезд. Имеются многочисленные лестницы для выхода в город и для перехода на соседнюю станцию пересадочного узла — 14th Street (IND Eighth Avenue Line).

## Соседние станции
| Условные обозначения |
| для дней и часов работы маршрутов (более точно указано во всплывающих подсказках при этих обозначениях): |
| --- |
| круглосуточно круглосуточно, кроме ночи круглосуточно, кроме будней днём (либо часов пик) в пиковом направлении в будни днём (и, возможно, вечером) в будни круглосуточно в часы пик в будни днём (либо в часы пик) в пиковом направлении в будни днём (либо в часы пик) в направлении, обратном пиковому в выходные ночью ночью и в выходные (и, возможно, вечером) нет движения поездов |

| Предыдущая станция                                              | ЛинияНазвание станции                    | Следующая станция                                |
| --------------------------------------------------------------- | ---------------------------------------- | ------------------------------------------------ |
| 23-я улица · (A C E) · 34-я улица — Пенсильванский вокзал · (A) | линия Восьмой авеню, Ай-эн-ди 14-я улица | Уэст Четвёртая улица — Вашингтон-сквер · (A C E) |
| (конечная)                                                      | линия Канарси, Би-эм-ти Восьмая авеню    | Шестая авеню · (L)                               |